# Almost Blue (film)
Almost Blue è un film thriller del 2000 diretto da Alex Infascelli, tratto dall'omonimo romanzo di Carlo Lucarelli, presentato alla Settimana internazionale della critica al Festival di Cannes 2001.
Al suo esordio nella regia di un lungometraggio cinematografico, Infascelli ha ottenuto gli unanimi riconoscimenti dei maggiori premi cinematografici italiani (David di Donatello, Nastri d'argento, Ciak d'oro) come miglior regista esordiente dell'anno.

## Trama
Grazia Negro è una ispettrice di polizia specializzata nell'analisi di crimini violenti. Con il suo capo, Vittorio Poletto, si reca a Bologna per indagare su una serie di omicidi. I metodi tecnologici della protagonista vengono inizialmente derisi dai colleghi che indagano sul caso, ma risultano indispensabili per delineare le linee guida che riconducono i delitti ad un unico serial killer, che contatta le sue vittime in vari modi: prima partendo dall'ambito degli stupefacenti, arrivando poi a contattarli per chat. Una testimone, padrona di casa dell'affittuario ucciso, descrive un identikit dell'assassino che corrisponde perfettamente con la vittima dell'omicidio precedente, ed è qui che Grazia, collegando il fatto alla sparizione dei documenti e degli accessori dei malcapitati, capisce che il ricercato assume le loro identità. Le impronte digitali rilevate corrispondono a quelle di tale Alessio Crotti, ragazzo ai limiti dell'autismo, con un passato travagliato tra istituti e manicomi, che maggiorenne viene preso in custodia dal fratello tossicodipendente che lo fa vivere nello scantinato di una discoteca, dove esso stesso verrà trovato morto con diverse siringhe nel corpo ed il caso verrà erroneamente archiviato come suicidio, quando in realtà si tratta del primo omicidio di Alessio.
Una nuova spinta alle indagini viene data da Simone, un ragazzo cieco con la capacità di associare voci ed emozioni ai colori, che ascolta una chat dove capisce l'intento omicida di un certo "misero" ed informa le forze dell'ordine con una telefonata anonima che indica anche la posizione della probabile vittima, ma anche in questo caso l'assassino riesce a farla franca cambiando nuovamente identità, mantenendo però il suo tratto distintivo che sono le cuffie auricolari con le quali ascolta la musica tecno che lo accompagna in tutti i delitti.
L'unicità della voce "verde" che Simone associa al ricercato, spinge Grazia ad un tentativo estremo che consiste nell'accompagnarlo ad una festa, alla quale pensano che anche Alessio parteciperà, ma anche questa volta il killer riesce a spuntarla, mettendo in pericolo l'incolumità di Simone, ed attirando sulla protagonista le critiche dei superiori e dell'opinione pubblica.
A questo punto l'assassino è sempre più vicino a Simone e , fingendosi cieco, avvicina la madre di lui che lo accoglie in casa per una telefonata, la uccide e ferisce anche Grazia che nel mentre tentava di raggiungerla.
Simone viene messo in sicurezza in un hotel, e quando le tracce del ricercato sembrano diradarsi è lo stesso Alessio che finge di consegnarsi spontaneamente alla polizia facendosi trovare nella vettura del Poletto, ammanettato, affermando di volersi consegnare in cambio dell'incontro con il ragazzo cieco del quale vuole prendere l'identità, ma si tratta dell'ennesima beffa: l'assassino uccide Vittorio ed irrompe nella stanza di Simone, ferendo Grazia ed immobilizzando il giovane; è solo durante lo scambio d'identità, mentre Alessio si acceca con una lametta da barba per diventare come la sua preda, che la poliziotta si riprende e riesce finalmente a catturarlo.
La pellicola si conclude con i due protagonisti insieme sul tetto di un edificio, ormai uniti anche dal punto di vista sentimentale, ed il killer internato in un istituto che vaneggia su una panchina, attorniato da altri pazienti, con gli occhi che non vedono più nulla.

## Colonna sonora
Almost blue è anche il titolo di un celebre brano interpretato da Chet Baker, eseguito anche da Elvis Costello. L'originale con la voce di Costello è la versione utilizzata nel film.
La colonna sonora del film contiene brani già editi e sonorizzazioni originali dei Massimo Volume.

## Riconoscimenti
- 2001 - Ciak d'oro
  - Migliore opera prima[2]